# Pedro Sorongo
Pedro Santos, ou Pedro dos Santos (Rio de Janeiro, 2 de outubro de 1919 — 23 de fevereiro de 1993), heterônimo de Pedro Sorongo e também conhecido como Pedro da Lua, foi um músico, percussionista e artista plástico brasileiro.
Foi percussionista virtuoso, compositor e inventor de instrumentos de percussão como o bambu eletrônico e berimbau de boca. Acompanhou nomes como Jacob do Bandolim, Baden Powell, Elis Regina, Elza Soares, Sebastião Tapajós, Roberto Ribeiro, Milton Nascimento, Clara Nunes, entre outros.

## Biografia
Após servir junto à FEB na Campanha da Itália, ao retornar da II Guerra Mundial no final de 1945, decidiu se dedicar à Música. Trabalhando como porteiro da Rádio Tupi, conheceu figuras importantes do meio musical da época, às quais mostrava seus toques de percussão, assim como suas composições. Durante a década de 1950, viu suas primeiras canções serem gravadas por artistas como Mário Mascarenhas, Orlando Silva e Michel Daud. Pouco depois já acompanhava ídolos como Jacob do Bandolim, Altamiro Carrilho, e grupos como a Orquestra Tabajara. No início da década seguinte, Sorongo era não só um músico reconhecido por sua criatividade, como emprestava seu nome para um novo ritmo.
Criador de instrumentos como o berimboca (o berimbau de boca) e a tamba (bateria com bambu criada com Milito e origem do nome do Tamba Trio), Pedro Santos, além de ter acompanhado muitos nomes de peso da MPB como percussionista, também era compositor e inventor de instrumentos. Pedro sempre teve suas composições gravadas e lançadas por outros artistas, com exceção de seu único trabalho autoral publicado, o álbum Krishnanda lançado em 1968.

## Reconhecimento
Pedro Sorongo foi um grande músico brasileiro que não obteve devido reconhecimento de sua contribuição para a cultura brasileira. Fato que vem mudando desde os anos 2000, quando o "Krishnanda" começou a circular em bootlegs na Europa e em .mp3 na internet. Krishnanda é cada vez mais tido como uma obra-prima perdida da música brasileira, assim como Di Melo.
Em sua homenagem, foi criado o Centro Cultural Pedro Sorongo, no Rio de Janeiro.